# 虎頭山 (桃園市)
虎頭山，又名板崁山，為臺灣北部林口臺地西緣的一座山丘，位於桃園市龜山區楓樹里西側，靠近桃園區大有里界，海拔251公尺。其比鄰大檜溪聚落，因此亦稱大檜溪嶺。山頂立有編號991的三等三角點，2003年曾獲選為臺灣小百岳，後來於2006年因知名度與景觀條件不足而被除名。因山容似日本奈良的春日山，所以在日治時期也稱春日山。

## 誤解
很多人常將虎頭山與虎頭山公園搞混，但其實虎頭山公園為政府規劃的步道系統，但虎頭山並沒有在範圍內。

## 相關條目

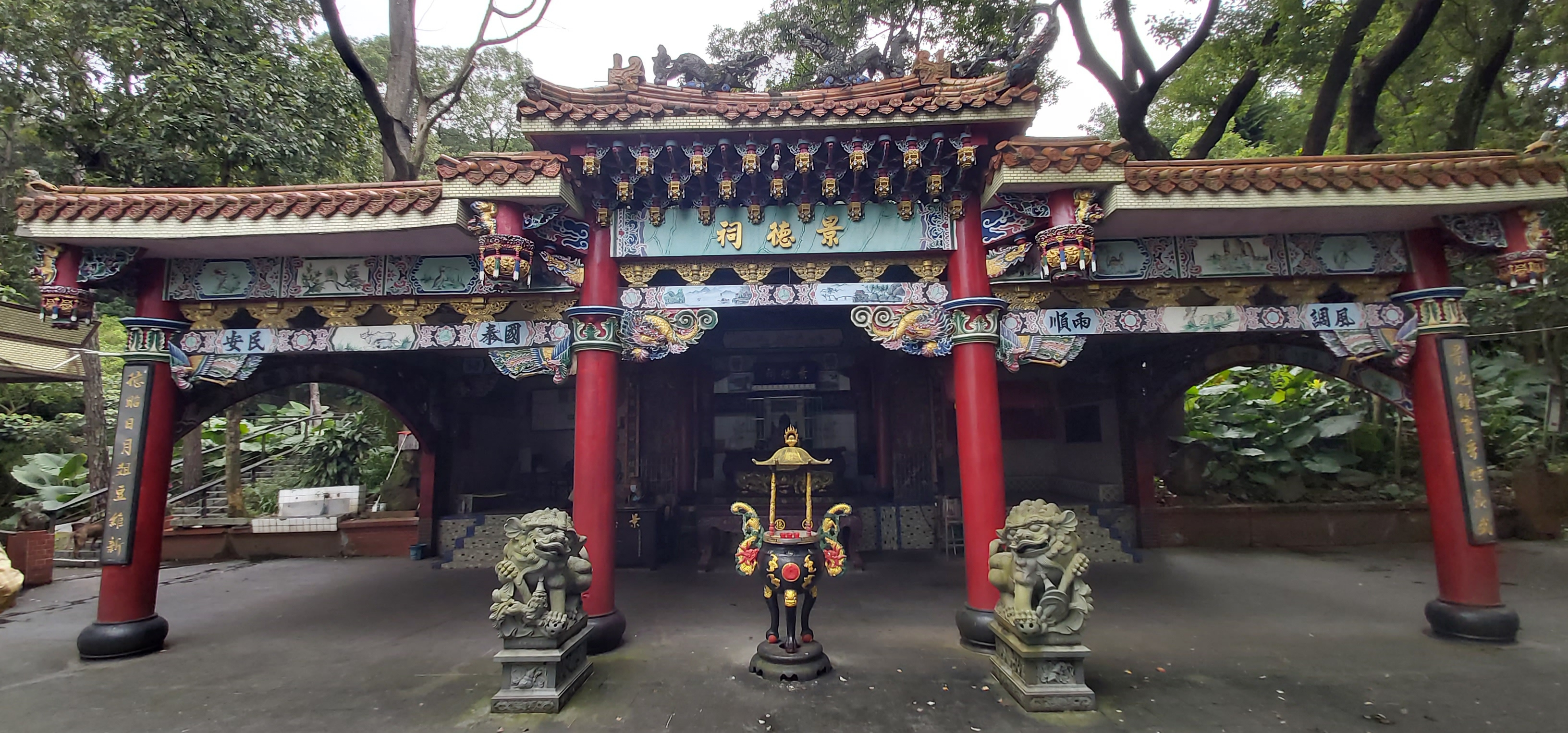
景德祠：虎頭山公園內的土地廟

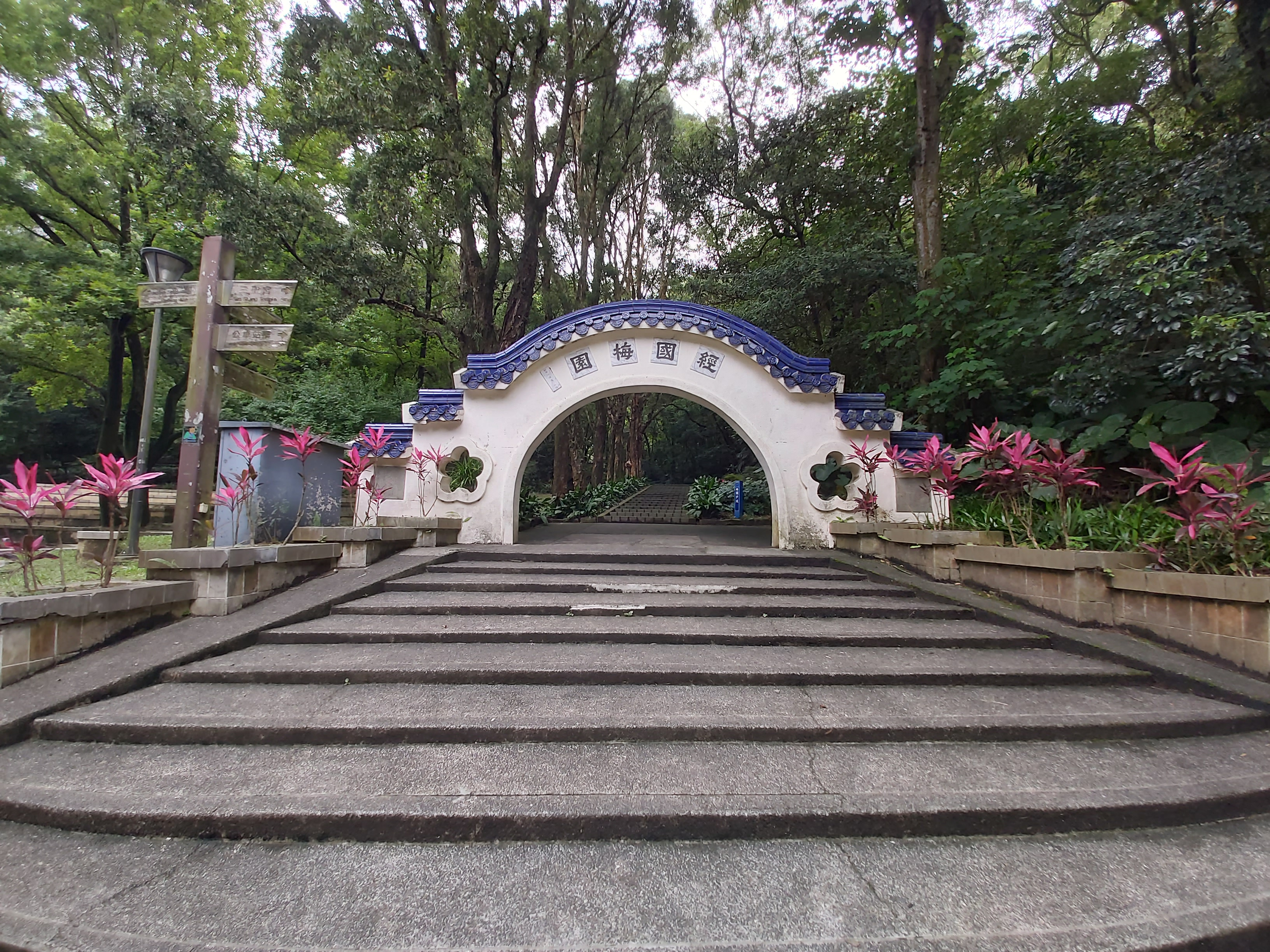
經國梅園

## 外部連結
- 虎頭山公園  桃園觀光導覽網（页面存档备份，存于）
- 虎頭山公園 交通部觀光局 （页面存档备份，存于）
- 桃園市政府風景區管理處 （页面存档备份，存于）
- 虎頭山公園－TripperWay （页面存档备份，存于）